# San Vito (Costa Rica)
San Vito è un distretto della Costa Rica, capoluogo del cantone di Coto Brus, nella provincia di Puntarenas.

## Geografia fisica
Questa cittadina posta a 996 m sul livello del mare offre un po' di refrigerio dalla calura delle pianure circostanti. S. Vito è inoltre dotata di un ospedale ad 1 km a sud del centro cittadino.

## Storia
San Vito fu fondata da immigranti italiani nel 1952 ed a volte per le strade si sente parlare italiano. La città è una comoda base per le escursioni al Wilson Botanical Garden ed al poco visitato Parco Internazionale La Amistad. Il percorso da Neily verso il nord è molto panoramico, con grandi vedute delle pianure che si allontanano a mano a mano che la strada si inerpica tortuosa sui fianchi scoscesi delle colline. La strada è ripida, stretta e piena di tornanti. Si può andare a San Vito da San Isidro de El General passando per la Valle de Coto Brus, una strada straordinariamente panoramica e meno trafficata che offre panoramici scorci della Cordigliera di Talamanca a nord e della più bassa Fila Costena a sud. La strada, stretta e in forte pendenza, è asfaltata.

## Punti d'interesse
- Il Centro Culturale Dante Alighieri (di fronte al parco) offre informazioni turistiche e di carattere storico sull'immigrazione italiana, ma l'orario di apertura è imprevedibile. Dietro il centro c'è una jeep che fu colpita da una bomba in Italia durante la seconda guerra mondiale.
- L'ufficio del MINAE, ai margini settentrionali della città, può fornire informazioni sui trasporti per il Parco Internazionale La Amistad.